# Jurgów
Jurgów (słow. Jurgov, węg. Szepesgyörke, niem. Jurkau/Jörg) – wieś spiska w Polsce położona w województwie małopolskim, w powiecie tatrzańskim, w gminie Bukowina Tatrzańska. Jest to niewielka wieś na południu Polski, na Spiszu (w regionie Zamagurze). Według danych z 31 grudnia 2012 r. sołectwo Jurgów miało 926 stałych mieszkańców.
Do czasu wejścia Polski do strefy Schengen w Jurgowie do 21 grudnia 2007 r. działało całodobowe przejście graniczne Jurgów-Podspády na Słowację w ciągu drogi krajowej nr 49. Znajduje się tutaj szkoła podstawowa i jedyne w gminie Bukowina Tatrzańska przedszkole samorządowe.

## Położenie

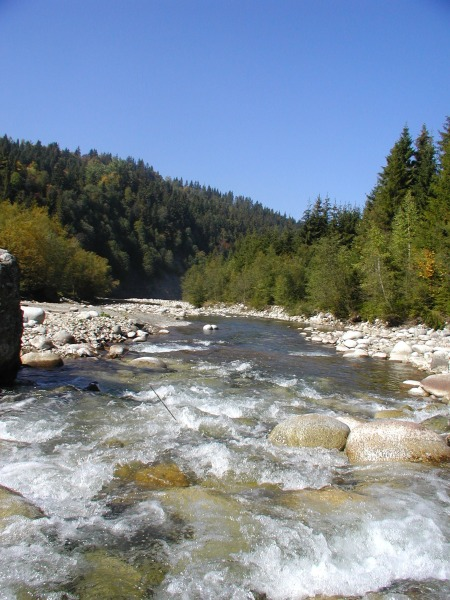
Białka pod Jurgowem

Miejscowość znajduje się na Pogórzu Spiskim na prawym brzegu Białki. Zajmuje jej dno oraz zbocza wzniesień: Średni Wierch (881 m), Bryjów Wierch (942, 999 m) i Górków Wierch (985 m). Odległości do ważniejszych miejscowości: Białka Tatrzańska – 6 km, Łapsze Niżne – 15 km, Bukowina Tatrzańska – 3 km, Zakopane – 19 km, Nowy Targ – 19 km, Poprad – 47 km, Kraków – 100 km.
Z miejscowości widoczna jest panorama Tatr Wysokich i Bielskich.

## Gospodarka
Położenie wsi, surowy klimat, niekorzystny dla uprawy roślin sprawiało, że rolnictwo tu się nie rozwinęło. Podstawę gospodarki stanowiło pasterstwo. Uprawiano także tkactwo. W XIX wieku zaczęto gospodarczo wykorzystywać siłę wody. Wykopano w tym celu przebiegający bliżej wsi kanał Przykopa, odnogę rzeki Białki. Nad nim stanęły w sumie trzy młyny, tartak i folusz. W 1937 roku zbudowano także niewielką elektrownię wodną. Z obiektów tych obecnie działa jedynie tartak.
Pasterstwo traciło na znaczeniu od początku XX wieku. Później upadły młyny i folusz, elektrownia działała do 1968 r., a w początku lat osiemdziesiątych spłonęła. Pozostał jedynie tartak, który (podobnie jak wcześniej także elektrownia) jest własnością Leśnej Wspólnoty Urbarialnej w Jurgowie. Chcąc go utrzymać przy życiu, boryka się ona z wieloma problemami.
Obecnie największą rolę odgrywa turystyka. Część mieszkańców tradycyjnie okresowo pracuje na Słowacji przy wyrębie.

## Historia
Miejscowość została założona w 1546 roku na prawie wołoskim w dobrach klucza zamku niedzickiego. W tym czasie całe Zamagurze, w którego obrębie jest położona, należało do państwa niedzickiego, stanowiącego część Królestwa Węgier. Właścicielem tego państwa był Olbracht Łaski. Według legendy zasadźcą wsi, a zarazem jej pierwszym sołtysem był zbójnik Jurko, od którego pochodzi nazwa miejscowości, a który wraz ze swoją dwunastoosobową drużyną przybył tu z migracją podkarpacką. W dokumentach z lat 1589–1595 dotyczących sprzedaży klucza dunajeckiego przez Olbrachta Łaskiego na rzecz György Horvátha wieś wspomniana jest tam pod węgierską nazwą Gyurgow. Innym zbójnikiem pochodzącym z Jurgowa był Gałajda.
Po rozpadzie Austro-Węgier wieś decyzją Rady Ambasadorów z 28 lipca 1920 r. została przyznana Polsce. W okresie drugiej wojny światowej (1939–1945) była włączona do Republiki Słowackiej, a po jej zakończeniu wróciła do Polski. W okresie międzywojennym w miejscowości stacjonowała placówka Straży Granicznej I linii „Jurgów”.
W latach 1975–1998 miejscowość położona była w województwie nowosądeckim.

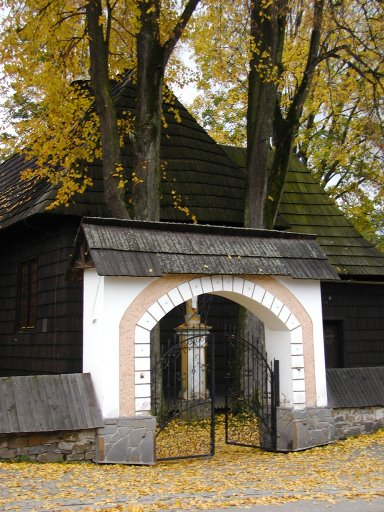
Brama kościoła w Jurgowie

## Kultura
We wsi jest używana gwara spiska, zaliczana przez polskich językoznawców jako gwara dialektu małopolskiego języka polskiego, przez słowackich zaś jako gwara przejściowa polsko-słowacka. Tradycyjnym ubiorem był strój spiski w miejscowej odmianie jurgowskiej.
Miejscowość zamieszkiwana jest przez ludność przeważnie dwujęzyczną, większość mieszkańców mówi po polsku i słowacku (niedzielne Msze Św. w lokalnym kościele odprawiane są w języku polskim i słowackim). Liczne są również wpływy węgierskie w lokalnej gwarze spiskiej.
Szczególnie długą tradycją poszczycić się może aktywna, działająca przy OSP w Jurgowie orkiestra dęta, której początki sięgają 1830 roku. Z zapisów w kronice parafialnej wynika, iż ówczesny proboszcz parafii Jurgów Józef Dziurilla (proboszcz w latach 1829–1835) zakupił instrumenty dla orkiestry dętej.
Z niemałych tradycji poszczycić się może utworzony w 1953 r. zespół regionalny „Cepelia-Podhale, Grupa Spiska z Jurgowa”. Jego założycielem i pierwszym kierownikiem był ówczesny naczelnik poczty jurgowskiej Walenty Pluciński. Jest on także autorem kilku widowisk i sztuk oraz wierszy. Zadaniem zespołu jest krzewienie regionalnych tradycji ludowych obejmujących muzykę, tańce, śpiew i stroje. Równolegle do dużego zespołu we wsi działa także założony w 1955 r. międzyszkolny zespół „Małe Podhale. Grupa Spiska z Jurgowa”.
Wieś opisywana jest w literaturze, np. w wierszu Jerzego Lieberta „Jurgowska karczma”, który spopularyzował Leszek Długosz albo też w limeryku Wisławy Szymborskiej z „Rymowanek dla dużych dzieci”.

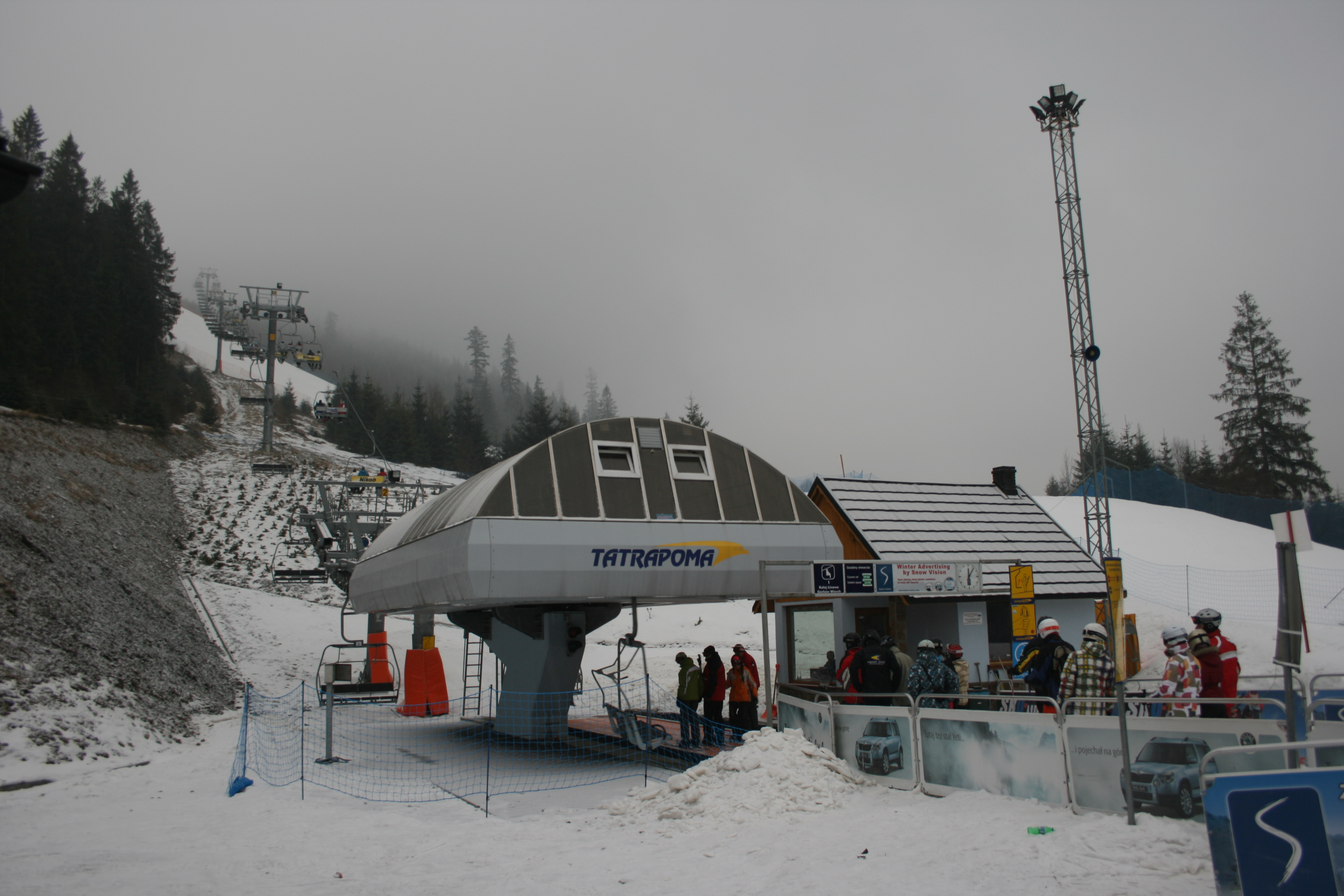
Dolna stacja wyciągu krzesełkowego

## Sport
Na południe od Jurgowa znajduje się Stacja Narciarska Jurgów oferująca narciarzom ponad 4 km tras zjazdowych o różnym stopniu trudności. Ponadto w ofercie stacji są narciarskie trasy biegowe, planowana jest budowa tras do indywidualnego zjazdu rowerem na czas (downhill). Trasa zjazdu będzie miała długości około 2000 m. Będzie uzbrojona w mega hopy, odcinki techniczne, drewniane i ziemne bandy.
Górska rzeka Białka nadaje się do uprawiania sportów ekstremalnych m.in. kajakarstwa górskiego i spływów pontonowych. Okoliczne wzgórza wykorzystywane są przez paralotniarzy.

## Zabytki
Obiekty wpisane do rejestru zabytków nieruchomych województwa małopolskiego.
- Kościół parafialny pw. św. Sebastiana z otoczeniem (ogrodzenie, drzewostan) oraz dzwonnica;
- zagroda nr 215;
- zespół szałasów na Polanie Pod Okólnem, tzw. wieś letnia + obszar polany w obrębie strefy ochronnej.

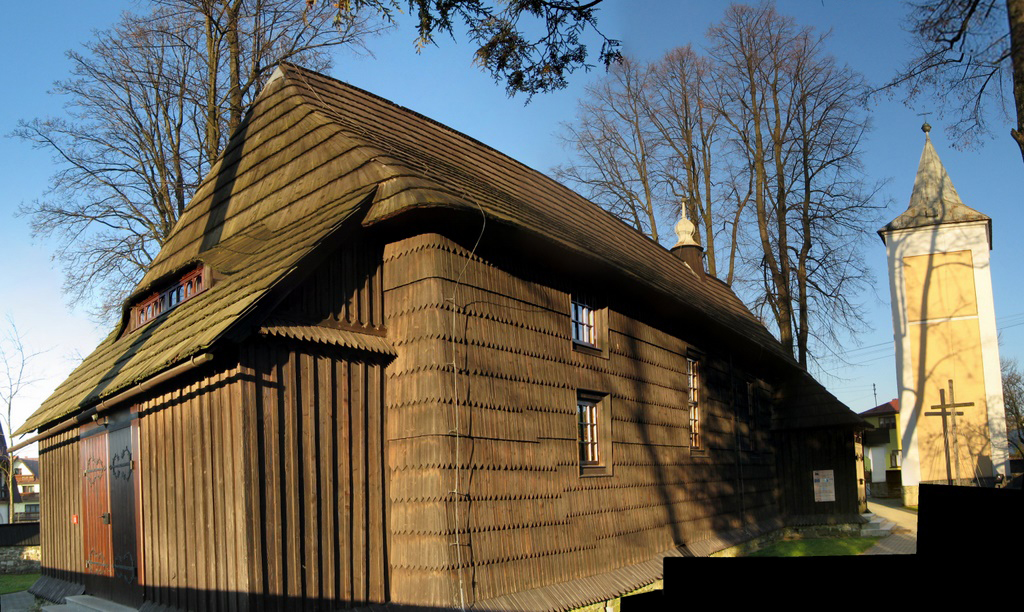
Drewniany kościół

W miejscowości znajdują się trzy obiekty leżące na Szlaku Architektury Drewnianej: kościół, zagroda i szałasy.
1. Drewniany kościół pw. św. Sebastiana Męczennika i Matki Boskiej Różańcowej ufundowany w roku 1675 przez sołtysa Jakuba Kneza i młynarza Mikołaja, a wybudowany przez miejscowych cieśli. W latach 1811 i 1869 kościół został przebudowany i wydłużony. Kaplica św. Józefa została dobudowana w latach pięćdziesiątych XX wieku. Wystrój świątyni prezentuje tzw. rokoko spiskie i obfituje w liczne malowidła, figurki aniołów i świętych. Bogata polichromia w prezbiterium kościoła została odnowiona w 2007 r. Barokowo-rokokowy ołtarz główny pochodzi z 1869 r. Atrakcję turystyczną stanowi znajdujący się pod chórem wizerunek diabła pokonanego przez Archanioła. Kościół został wyposażony w organy z fabryki braci Rigerów ok. 1942 r. Obok kościoła w 1881 roku została wybudowana murowana dzwonnica.

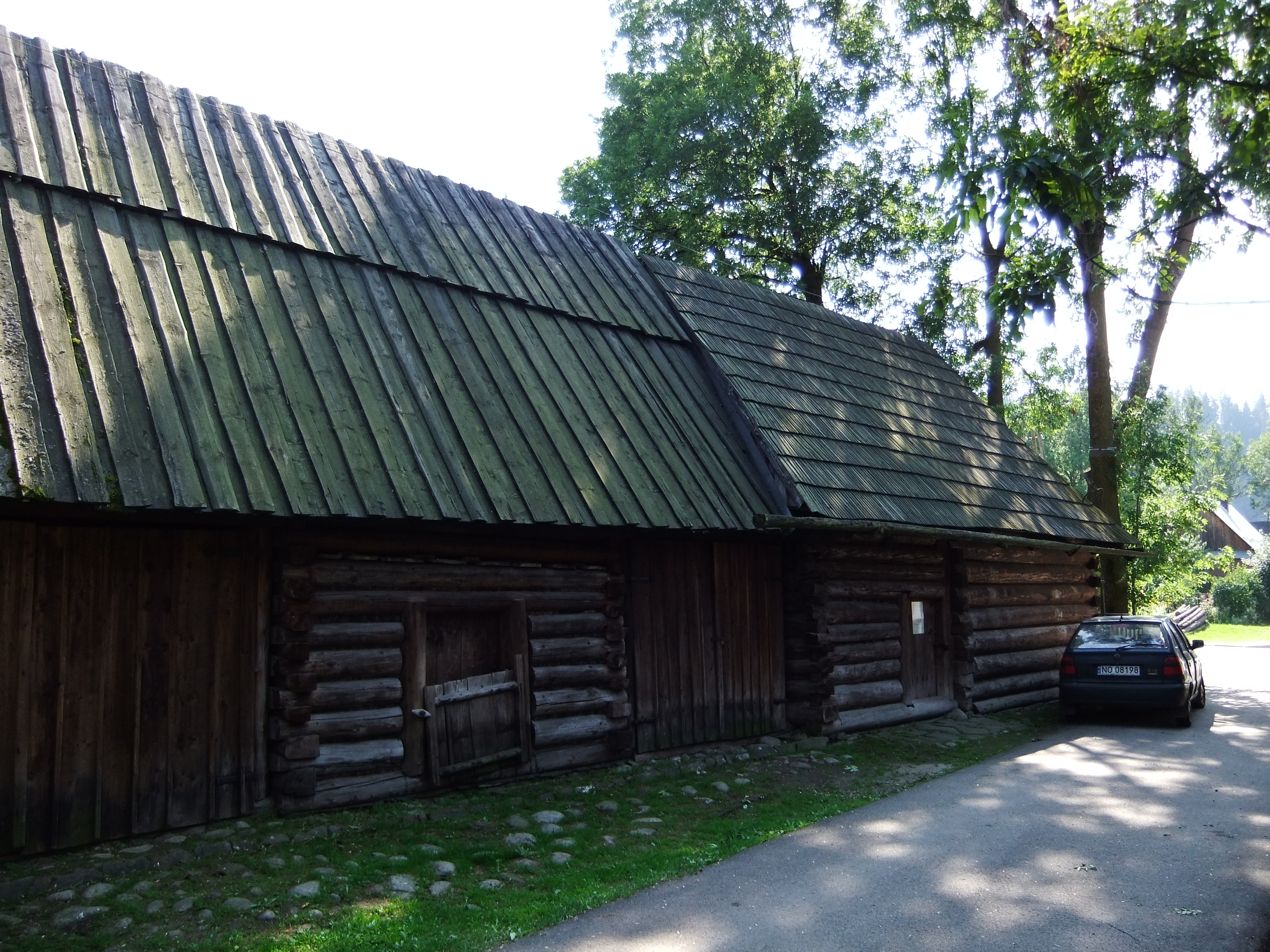
Zagroda Sołtysów

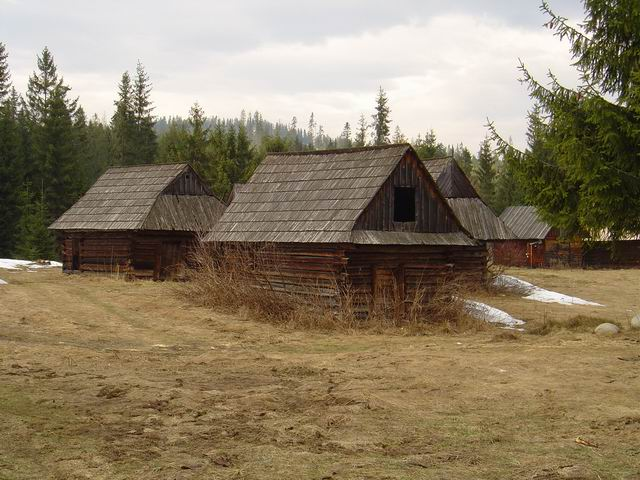
Szałasy pasterskie na Polanie Podokólne

1. Zagroda Sołtysów (nazwa od nazwiska ostatnich właścicieli), zbudowana w 1861 r., stanowi przykład niegdyś typowej, obecnie niespotykanej ubogiej, drewnianej, chłopskiej chałupy spiskiej. Zagroda była zamieszkiwana do lat 70. XX wieku, a w roku 1982 została zakupiona przez Muzeum Tatrzańskie w Zakopanem z przeznaczeniem na ekspozycję etnograficzną, i po wyposażeniu jej w sprzęty rozpoczęła działalność jako jego oddział. Zagroda składa się z domu mieszkalnego i zabudowań gospodarczych w jednym ciągu i pod jednym dachem. Część mieszkalna składa się z zaledwie trzech pomieszczeń: sieni, izby i komory. Centralne pomieszczenie – izba – było wielofunkcyjne tutaj spano, gotowano, przebywano w ciągu dnia i podejmowano gości. Zabudowania gospodarcze obejmują drewutnię (zwaną tu jatą), owczarnię, boisko (pomieszczenie do młócki przy pomocy cepów i innych prac gospodarczych) i stajnię. Zagroda jest wyposażona w najrozmaitsze sprzęty i przedmioty stosowane w spiskim gospodarstwie chłopskim z przełomu XIX i XX wieku. Można tu też obejrzeć dawną jurgowską odmianę stroju spiskiego w kilku wariantach.
2. Za wsią w stronę granicy na Polanie Podokólne znajduje się unikatowy zespół kilkudziesięciu drewnianych szałasów pasterskich. Szałasy należą do mieszkańców Jurgowa. Pierwotnie znajdowały się na polanach tatrzańskich należących do rodziny Horváthów, jednak kiedy Jurgowianie w roku 1879 na skutek zakupu dóbr jaworzyńskich przez księcia Christiana Hohenlohego utracili prawo wypasu, zostały przeniesione i umieszczone na polanie Podokólne. Niestety część przeniesionych szałasów uległa całkowitej lub częściowej dewastacji, a obecnie – mimo statusu zabytku – nie są prowadzone żadne działania zabezpieczające.

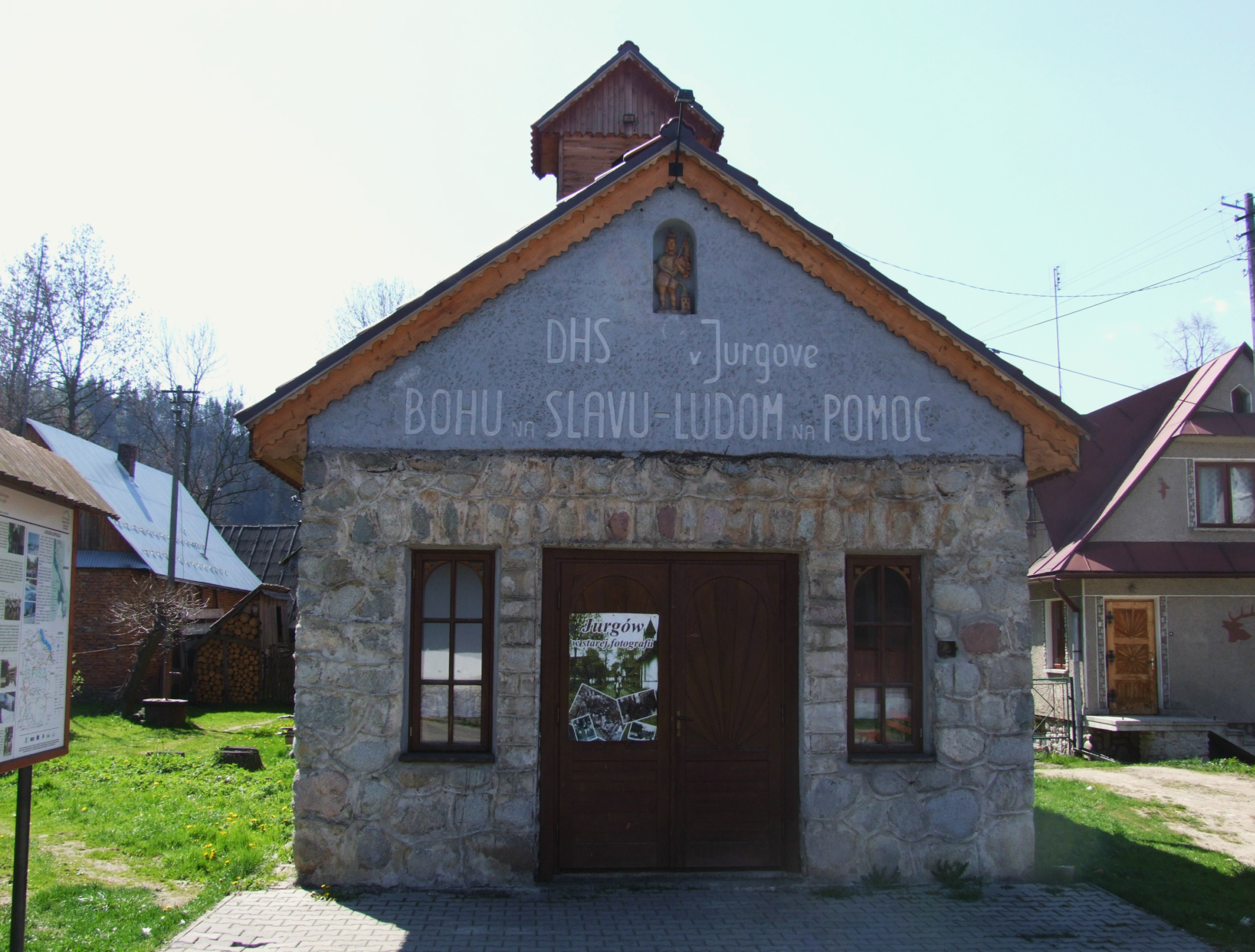
Dawna remiza strażacka

- Ciągle jeszcze działa tartak napędzany kołem wodnym, umiejscowiony nad Przykopą – kanałem Białki. Tartak jest wiekowy, ale jego wiek nie jest dokładniej znany. Przetrwał już kilka pożarów.

Kilka metrów za tartakiem znajduje się niepozorny metalowy słupek graniczny pochodzący z okresu Austro-Węgier. Dzielił on Węgry od Galicji. Obecnie jest to wielka rzadkość.
- Naprzeciwko Zagrody Sołtysów znajduje się dawna remiza strażacka. Niewielka budowla z 1943 r., zbudowana za czasów Republiki Słowackiej i zaopatrzona w słowackie napisy, brana jest często przez przybyszów za kaplicę. Obecnie budynek wykorzystywany jest na małe wystawy.

## Osoby związane z miejscowością
- Józef Bryjka (1889–1970) – muzyk i pieśniarz ludowy
- Józef Ciągwa (ur. 1939) – profesor nauk prawnych, wykładowca Uniwersytetu Śląskiego i Uniwersytetu Rzeszowskiego
- Elżbieta Dziębowska (1929–2016) – łączniczka AK, powstaniec warszawski, doktor muzykologii